# Garcinia brassii
Garcinia brassii är en tvåhjärtbladig växtart som beskrevs av Cyril Tenison White. Garcinia brassii ingår i släktet Garcinia och familjen Clusiaceae. Inga underarter finns listade i Catalogue of Life.